# Hylaeus lubbocki
Hylaeus lubbocki är en biart som först beskrevs av Cockerell 1905.  Hylaeus lubbocki ingår i släktet citronbin, och familjen korttungebin. Inga underarter finns listade i Catalogue of Life.